# Red Corner
Red Corner er en amerikansk dramafilm produceret i 1997, instrueret af Jon Avnet og skrevet af Robert King. Den fortæller historien om en velhavende amerikansk forretningsmand ved navn Jack Moore (spillet af Richard Gere), der arbejder i Kina, og forsøger at sammensætte en satellit kommunikation sammen med den kinesiske regering.

## Blandt de medvirkende kan nævnes
- Richard Gere
- Ling Bai
- Bradley Whitford
- Byron Mann
- Peter Donat
- Robert Stanton
- Tsai Chin
- James Hong
- Tzi Ma
- Ulrich Matschoss
- Richard Venture
- Jessey Meng
- Roger Yuan
- Chi Yu Li
- Jia Yao Li
- Yukun Lu
- Steve Beebe
- De Zhong Wei
- Wang Yao
- Ping Zong
- Paul Chen
- Lo Ming
- Kent Faulcon

## Eksterne Henvisninger
- Red Corner på Internet Movie Database (engelsk)
- Red Corner på Filmdatabasen
- Red Corner på Scope
- Red Corner i Svensk Filmdatabas (svensk)
- Red Corner på AlloCiné (fransk)
- Red Corner på MovieMeter (nederlandsk)
- Red Corner på AllMovie (engelsk)
- Red Corner hos American Film Institute (engelsk)
- Red Corner på Turner Classic Movies (engelsk)
- Red Corner på The Movie Database (engelsk)